# 黑尔珀克纳普
黑尔珀克纳普（德语、法语、卢森堡语：Helperknapp）是卢森堡中部梅尔施县的一个市镇。黑尔珀克纳普于2018年1月1日由原市镇阿泰尔特河畔伯旺日和坦唐日合并而成。

## 历史
在2014年5月25日同时于阿泰尔特河畔伯旺日和坦唐日举行的公投中，两个市镇的市民分别以69.51％和64.09％赞成率同意了市镇合并。根据民意调查，两个市镇的议员投票赞成合并。因此，2018年1月1日，阿泰尔特河畔伯旺日和坦唐日合并为新市镇黑尔珀克纳普。新市镇的名称“黑尔珀克纳普”（Helperknapp）源自市镇内的同名山丘。

## 村镇
该市镇由以下村庄组成： 
| - 阿泰尔特河畔伯旺日: - Bill - 阿泰尔特河畔伯旺日 - Brouch - Buschdorf - Grevenknapp - Fënsterdall - Obenthalt - Brichermillen (称地) - Fënsterdallerhéicht (称地) - Helperknapp (称地) | - 坦唐日: - Ansembourg - Bour - Hollenfels - Marienthal - 坦唐日 (中心) - Claushof (称地) - Kalbacherhof (称地) - Marienthalerhof (称地) |

## 姊妹城市
黑尔珀克纳普与下列城市为友好关系：
- 德国 采欣